# Michał Bitner
Michał Wojciech Bitner – polski prawnik, doktor habilitowany nauk prawnych, nauczyciel akademicki Uniwersytetu Warszawskiego, specjalista w zakresie prawa finansowego.

## Życiorys
W 1994 ukończył studia na Wydziale Prawa i Administracji Uniwersytetu Warszawskiego, gdzie w 2001 na podstawie napisanej pod kierunkiem Elżbiety Chojny-Duch rozprawy pt. Skarbowe gwarancje kredytowe jako autonomiczna instytucja prawa budżetowego otrzymał stopień naukowy doktora nauk prawnych w zakresie prawa, specjalność: prawo finansowe. Został nauczycielem akademickim macierzystego wydziału. Tam też w 2017 na podstawie dorobku naukowego oraz rozprawy pt. Prawne instrumenty ograniczania deficytu budżetowego i długu publicznego jednostek samorządu terytorialnego uzyskał stopień doktora habilitowanego nauk prawnych w zakresie prawa.
Odbył aplikację sędziowską i zdał egzamin sędziowski.